# Финляндия на летних Олимпийских играх 1980
Финляндия принимала участие в Летних Олимпийских играх 1980 года в Москве (СССР) в шестнадцатый раз за свою историю, и завоевала три золотые, одну серебряную и четыре бронзовые медали. Сборная страны состояла из 105 человек (99 мужчин и 6 женщин). Посмотреть финальный заезд мужчин-одиночек в академической гребле на трибуны приехал президент Финляндии Урхо Кекконен.

## Медалисты
| Медаль  | Спортсмен                     | Вид спорта           | Дисциплина                              |
| ------- | ----------------------------- | -------------------- | --------------------------------------- |
| Золото  | Томи Пойколайнен              | Стрельба из лука     | Мужчины, личное первенство              |
| Золото  | Пертти Карппинен              | Академическая гребля | Мужчины, одиночки                       |
| Золото  | Эско Рекхардт                 | Парусный спорт       | Класс «Финн»                            |
| Серебро | Каарло Маанинка               | Лёгкая атлетика      | Мужчины, 10.000 м                       |
| Бронза  | Каарло Маанинка               | Лёгкая атлетика      | Мужчины, 5.000 м                        |
| Бронза  | Пяйви Мерилуото               | Стрельба из лука     | Женщины, личное первенство              |
| Бронза  | Йоуко Линдгрен Георг Тальберг | Парусный спорт       | Класс «470»                             |
| Бронза  | Микко Хухтала                 | Борьба               | Мужчины, греко-римская борьба, до 74 кг |

## Результаты соревнований

### Академическая гребля
В следующий раунд из каждого заезда проходили несколько лучших экипажей (в зависимости от дисциплины). В финал A выходили 6 сильнейших экипажей, ещё 6 экипажей, выбывших в полуфинале, распределяли места в малом финале B
Мужчины
| Соревнование | Спортсмены       | Предварительный заезд | Предварительный заезд | Предварительный заезд | Отборочный заезд | Отборочный заезд | Отборочный заезд | Полуфинал | Полуфинал | Полуфинал | Финал   | Финал   | Итоговое место |
| Соревнование | Спортсмены       | Заезд                 | Время                 | Место                 | Заезд            | Время            | Место            | Заезд     | Время     | Место     | Время   | Место   | Итоговое место |
| ------------ | ---------------- | --------------------- | --------------------- | --------------------- | ---------------- | ---------------- | ---------------- | --------- | --------- | --------- | ------- | ------- | -------------- |
| одиночки     | Пертти Карппинен | 2                     | 7:43,80               | 1 Q                   | не участвовал    | не участвовал    | не участвовал    | 2         | 7:15,90   | 1 QA      | Финал A | Финал A | 1              |
| одиночки     | Пертти Карппинен | 2                     | 7:43,80               | 1 Q                   | не участвовал    | не участвовал    | не участвовал    | 2         | 7:15,90   | 1 QA      | 7:09,61 | 1       | 1              |